# Arturo Aldunate
Arturo Aldunate Phillips (Santiago, 9 de febrero de 1902-Santiago, 24 de julio de 1985) fue un poeta, ingeniero civil, matemático e investigador chileno. Obtuvo el Premio Nacional de Literatura de su país en 1976.

## Biografía
Hijo de Emilio Aldunate Bascuñán y de Emilia Phillips Huneeus, sus hermanos fueron Emilio, Enrique, Raúl, Pablo (o Paul) y Luz María.
Sus estudios comenzaron en París, Francia (kindergarten), como lo expresa en su presentación personal en su libro Algo del hablar literario de Chile (editorial Nascimento, Santiago de Chile 1984). Realizó la preparatoria y humanidades en el Instituto Nacional (1911-1918), para luego obtener el grado de Bachiller en Matemáticas en 1919 y su título de Ingeniero Civil en enero de 1924 en la Universidad de Chile.
A los 19 años escribe su primer libro, un poemario llamado Era un sirena escrito para su novia con quien se casaría un año más tarde. Tras la crítica de Alone, Arturo decide retirar el poemario de las librerías y quemarlo en el jardín de su casa. En 1921 entró a trabajar como empleado en las máquinas a la Compañía de Electricidad, Chilectra, donde llegó a ser presidente más tarde. En 1923 ingresó a la Central Electrotérmica Mapocho. En 1925 fue Ingeniero Ayudante del Gerente del Departamento de Luz y Fuerza También. Entre 1929 y 1931 estuvo en entrenamiento en 32 compañías eléctricas en EE.UU a cargo del Holding Electric Bond and Share. Fue Gerente Comercial de la Compañía Chilena de Electricidad, Chilectra, Gerente de Acción Social; Ayudante del Presidente; Director de la Empresa Nacional de Transportes Colectivos entre 1931 y 1941, creador y organizador de Ingeniería Eléctrica S.A.C, Ingelsac entre 1942 y 1946, Consejero de la Comisión de Cambios Internacionales, en representación de la Confederación de Producción y el Comercio; Gerente General y, Vicepresidente, de la Sociedad de Fomento Fabril (SOFOFA), Director del Banco Panamericano de Fundición Libertad, la industria metalúrgica más antigua del país; de Cobre Cerrillos, fabricante de conductores eléctricos; de Empresa Nacional del Petróleo ENAP, en representación de la SOFOFA; de Petroquímica Chilena, en representación de ENAP; de Osvaldo Fuenzalida Propiedades; Vicepresidente de Radio Portales entre 1947 y 1970.
Realizó docencia a todo nivel, comenzando en la Escuela Nocturna Benjamín Franklin entre 1917 y 1920, en la Escuela de Ingeniería de la Universidad Católica de Chile, en la cátedra "Centrales, Líneas de Transmisión y Distribución Eléctricas" entre 1931 y 1936. En la Universidad de Chile, realizó la cátedra "Economía y Administración" para la Facultad de Economía y Comercio entre 1942 y 1946, mientras que en la Facultad de Ciencias Físicas y Matemáticas de la misma Universidad, realizó la cátedra "Administración Industrial" al año siguiente hasta 1970. "Introducción a las Ciencias Exactas" entre 1960 y 1970. Trabajó en la Academia Politécnica Militar, realizando las cátedras "Humanismo Científico" y "Cibernética" entre los años 1968 y 1978. Fue Director de la XVI Escuela Internacional de temporada de Valparaíso (Universidad Técnica Federico Santa María, Universidad Técnica del Estado, Universidad de Chile, y Pontificia Universidad Católica de Valparaíso) en 1964.
Realizó programas de televisión en el entonces "Canal 9" de la Universidad de Chile: "Por las fronteras de la Astronomía" entre 1966 y 1967. También trabajó para el "Canal Nacional" TVN, con el programa "La conquista del Planeta Tierra" entre los años 1968 y 1971. Su trabajo en este ámbito le permitió hacer centenares de conferencias a lo largo y ancho del país y en extranjero, participando en congresos nacionales e internacionales en las áreas de Ingeniería, Ciencia y Literatura.
Fue una persona que abarcó diversas actividades, entre las cuales destaca recibir el grado de Teniente 2° de Reserva en la Escuela de Caballería con dedicación permanente en las competencias ecuestres de saltos entre 1922 y 1972. Fue socio del Santiago Paperchase Club (asociación de football) entre 1934 y 1954, al igual que del Club de Polo y Equitación San Cristóbal desde 1954 hasta su muerte, logrando el título de socio honorario en 1974. Fue Presidente en tres periodos de la Federación Ecuestre de Chile.[cita requerida]
En su faceta literaria, fue miembro de la Academia Chilena de la Lengua (Individuo de Número) desde 1968 y de la Real Academia Española RAE desde 1971.
En 1976 el Premio Nacional de Literatura le fue otorgado en atención a una vida consagrada a la literatura y especialmente a la divulgación científica, cualidad que le permitió constituirse en creador de un género nuevo en Chile: el Ensayo científico, escrito con belleza literaria.

## Participación en instituciones
Participó en una treintena de instituciones y organizaciones nacionales e internacionales, entre las que destacan:
- Comisión Honoraria de Estudios Cibernéticos del Uruguay.
- Instituto de Cultura Hispánica de Madrid.
- National Aeronautic and Space Administration NASA.

## Obras
- Era una sirena, poesía, 1921.
- El problema de las utilidades y la crisis económica actual, ensayo, 1934.
- El nuevo arte poético y Pablo Neruda, ensayo, 1936.
- Federico García Lorca a través de Margarita Xirgú, ensayo, 1937.
- Matemática y poesía, ensayo, 1940.[10]
- Estados Unidos, gran aventura del hombre, ensayo, 1943.
- Pablo Neruda: selección, compilación, 1943.
- Un pueblo en busca de su destino, ensayo, 1947.
- Al encuentro del hombre, ensayo, 1953.
- Albert Einstein, el hombre y el filósofo, biografía, 1956.
- Quinta dimensión, ensayo, 1958.[11]
- Los robots no tienen a Dios en el corazón, ensayo, 1963.[12]
- Por las fronteras de la cibernética, ensayo, 1964.
- Una flecha en el aire y otros ensayos, 1965.
- A horcajadas en la luz, ensayo, 1969.
- Universo vivo, divulgación científica, 1970.
- Hombres, máquinas y estrellas, 1972.[6]
- El amenazante año 2000, futurología, 1975.
- Chile mira hacia las estrellas, divulgación astronómica, 1975.
- Los caballos azules, sobre astronomía y otras ciencias, 1978.
- Mi pequeña historia de Pablo Neruda, 1979.
- Luz, sombra de Dios, acto de fe de un científico, 1982.
- Algo del hablar literario de Chile, 1984.

## Premios y reconocimientos

### Premios literarios
- 1957, Premio Braden Copper Company del Instituto Chileno de Administración Racional de Empresas ICARE.
- 1964, Premio Atenea de la Universidad de Concepción por su obra Los robots no tienen a Dios en el corazón.[13]
- 1975, Premio Ricardo Latchaman del Pen Club de Chile.
- 1976, Premio Nacional de Literatura.

### Otros premios
- Premio Juan Donoso, del Instituto de Ingenieros de Chile (IING).
- Medalla Andrés Bello, de la Universidad de Chile.
- Diplomas de Honor de la Asociación Cibernética del Uruguay.